# DVDA
DVDA（ディーヴイディーエー）とはアメリカのパンクロックバンドである。バンド名のDVDAとはメンバーのトレイ・パーカーが監督した映画、「オーガズモ」に出てくるポルノ女優の技、「Double Vaginal Double Anal」からきている。

## メンバー
- トレイ・パーカー（メインボーカル、キーボード）
- マット・ストーン（ボーカル、ドラム、ベースギター）
- ブルース・ハウエル（ギター）
- D.A.Young（キーボード、ボーカル）

## 作品
（）内は曲が使用された作品名
- America, Fuck Yeah（チーム★アメリカ/ワールドポリス）
- The End of an Act（チーム★アメリカ/ワールドポリス）
- Everyone Has AIDS（チーム★アメリカ/ワールドポリス）
- Freedom isn't Free（チーム★アメリカ/ワールドポリス）
- モンタージュ - Montage（サウスパーク、チーム★アメリカ/ワールドポリス）
- North Korean Melody（チーム★アメリカ/ワールドポリス）
- Only a Woman（チーム★アメリカ/ワールドポリス）
- チューバッカ - Chewbacca（サウスパーク）
- Hot Lava (featuring Perry Farrell and DJ Nu-Mark)（シェフエイド：ザ・サウスパークアルバム）
- Hell Isn't Good (featuring James Hetfield)（サウスパーク/無修正映画版）
- What Would Brian Boitano Do? Pt. II（サウスパーク/無修正映画版）
- Now You're a Man（オーガズモ）

その他、多数